# Qatar Athletic Super Grand Prix 2010
Doha Diamond League 2010 byl lehkoatletický mítink, který se konal 14. května 2010 v katarském hlavním městě Dauhá. Byl součástí série mítinků Diamantové ligy.

## Výsledky
- Archiv výsledků zde [1]

### Muži
| Disciplína             | 1. místo                   | 2. místo                        | 3. místo                  |
| Běh na 100 m           | Asafa Powell 9,81          | Nesta Carter 9,88               | Travis Padgett 9,92       |
| Běh na 800 m           | David Rudisha 1:43,00      | Asbel Kiprop 1:43,45            | Amine Laalou 1:43,71      |
| Běh na 5000 m          | Eliud Kipchoge 12:51,21    | Vincent Kiprop Chepkok 12:51,45 | Imane Merga 13:05,20      |
| Běh na 400 m překážek  | Bershawn Jackson 48,66     | Kerron Clement 48,82            | Louis Jacob van Zyl 49,59 |
| Běh na 3000 m překážek | Ezekiel Kemboi 8:06,28     | Paul Kipsiele Koech 8:06,69     | Patrick Langat 8:09,12    |
| Trojskok               | Alexis Copello 17,47 m     | David Giralt 17,31 m            | Yoandri Betanzos 17,22 m  |
| Vrh koulí              | Christian Cantwell 21,82 m | Ralf Bartels 21,14 m            | Reese Hoffa 21,00 m       |

### Ženy
| Disciplína            | 1. místo                    | 2. místo                            | 3. místo                               |
| Běh na 200 m          | Kerron Stewartová 22,34     | Sherone Simpsonová 22,64            | Cydonie Mothersill 22,66               |
| Běh na 400 m          | Allyson Felixová 50,15      | Amantle Montshoová 50,34            | Novlene Williamsová-Millsová 50,50     |
| Běh na 1500 m         | Nancy Langat 4:01,63        | Gelete Burkaová 4:02,16             | Siham Hilali 4:03,89                   |
| Běh na 100 m překážek | Lolo Jonesová 12,63         | Priscilla Lopesová-Schliepová 12,67 | Virginia Powell-Crawford 12,70         |
| Skok do výšky         | Blanka Vlašičová 198 cm     | Chaunté Loweová 198 cm              | Ruth Beitiaová 194 cm                  |
| Skok o tyči           | Silke Spiegelburgová 470 cm | Taťána Polnovová 455 cm             | Anna Rogowská Jiřina Ptáčníková 455 cm |
| Hod diskem            | Yarelis Barriosová 64,90 m  | Dani Samuelsová 64,67 m             | Sandra Perkovićová 62,33 m             |
| Hod oštěpem           | Marija Abakumovová 68,89 m  | Barbora Špotáková 67,33 m           | Martina Ratejová 67,16 m               |